# Tu e D'io
Tu e D'io è un singolo del cantante italiano Danti, pubblicato il 25 ottobre 2019.
Il singolo ha visto la collaborazione della cantautrice italiana Nina Zilli e del rapper italiano J-Ax.

## Video musicale
Il videoclip è stato pubblicato il 31 ottobre 2019 attraverso il canale YouTube del cantante e vede la partecipazione del comico Maccio Capatonda. Il video è ispirato al film cult degli anni ottanta Weekend con il morto.

## Classifiche
| Classifica (2019)               | Posizione massima |
| ------------------------------- | ----------------- |
| Italia (airplay italiana)       | 10                |
| Italia (airplay internazionale) | 20                |